# Gadirtha costipallens
Gadirtha costipallens är en fjärilsart som beskrevs av Bethune-Baker 1906. Gadirtha costipallens ingår i släktet Gadirtha och familjen trågspinnare. Inga underarter finns listade i Catalogue of Life.